# Ставерн
Ставерн (норв. Stavern) — невелике прибережне містечко в муніципалітеті Ларвік, що у провінції Вестфолл, Норвегія. Зараз у Ставерні проживає близько 5 750 жителів. Основою економіки міста є туризм, щоліта до міста приїжджають десятки тисяч туристів, а також велика кількість човнів відвідує гавань.
З 1750-х до 1864 року тут розташовувалася головна військово-морська база країни — Фредріксверн.

## Історія
Ймовірно, Ставерн був гаванню з давніх часів. Назва зустрічається в письмових джерелах 11-го та 12-го століть, де поселення згадується як рибальська гавань. У 17-18 століттях Ставерн був важливим портом, що обслуговував судна з Норвегії, Данії та Швеції.
З 1799 по 1930 роки, поселення носило назву Фредріксверн, так само як і військово-морська база, що знаходилася тут. У 1942 році поселення отримало статус міста, ставши найменшим містом Норвегії. Проте вже в 1988, Ставерн втратив свій статус, коли був приєднаний до муніципалітету Ларвік. Але в 1996 році Ставерн знову повернув собі свій стасус.
Протягом 20 століття Ставерн став популярним місцем серед художників і митців. Тут проживали письменник Юнас Льє, поет Герман Вілленвей, художники Ганс Ґуде та Крістіан Крог. Сьогодні місто добре відоме в Норвегії та за її межами, тут щорічно проводяться чисельні художні виставки та фестивалі.

## Галерея

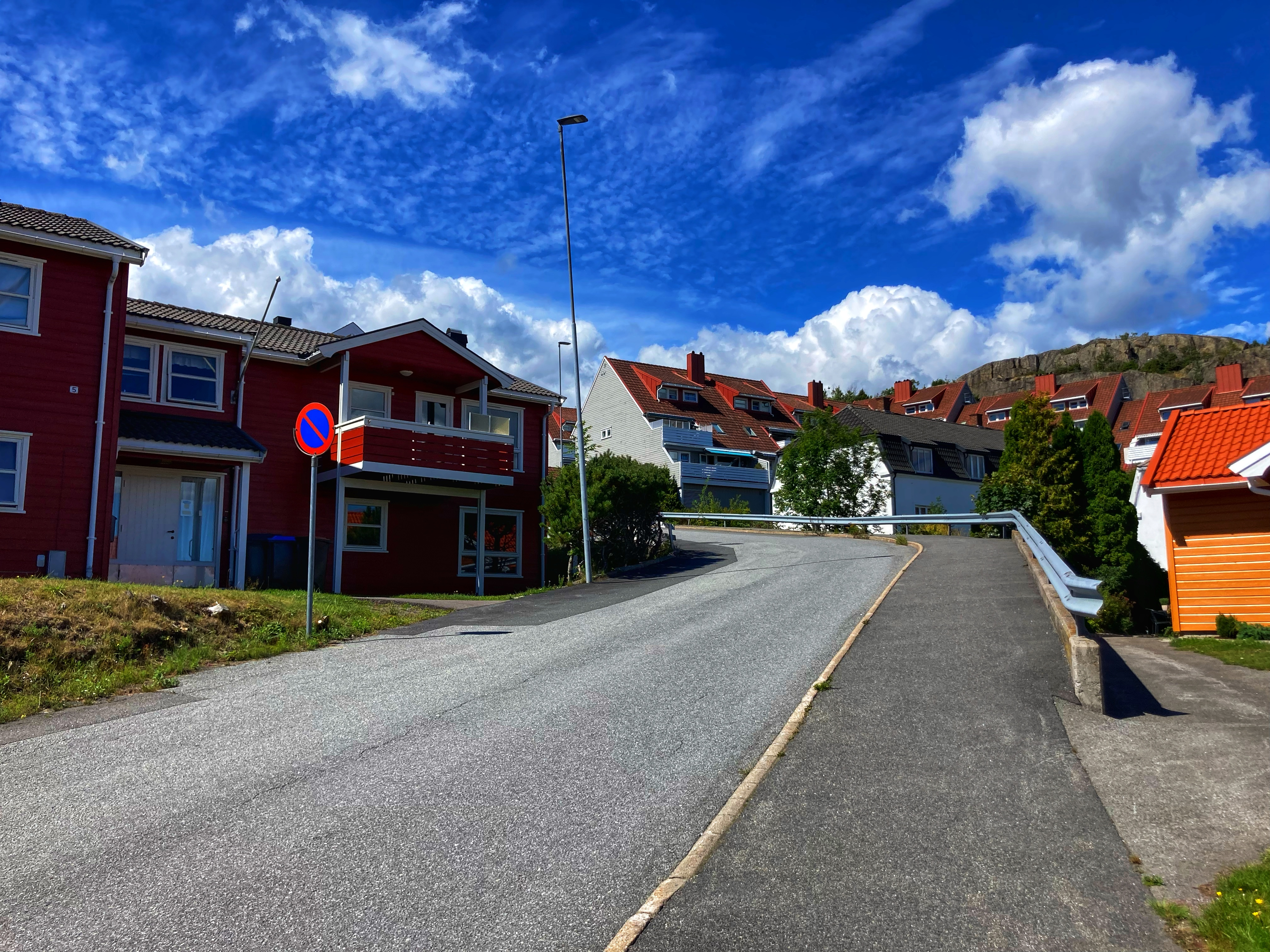
Вулиця Ставерна
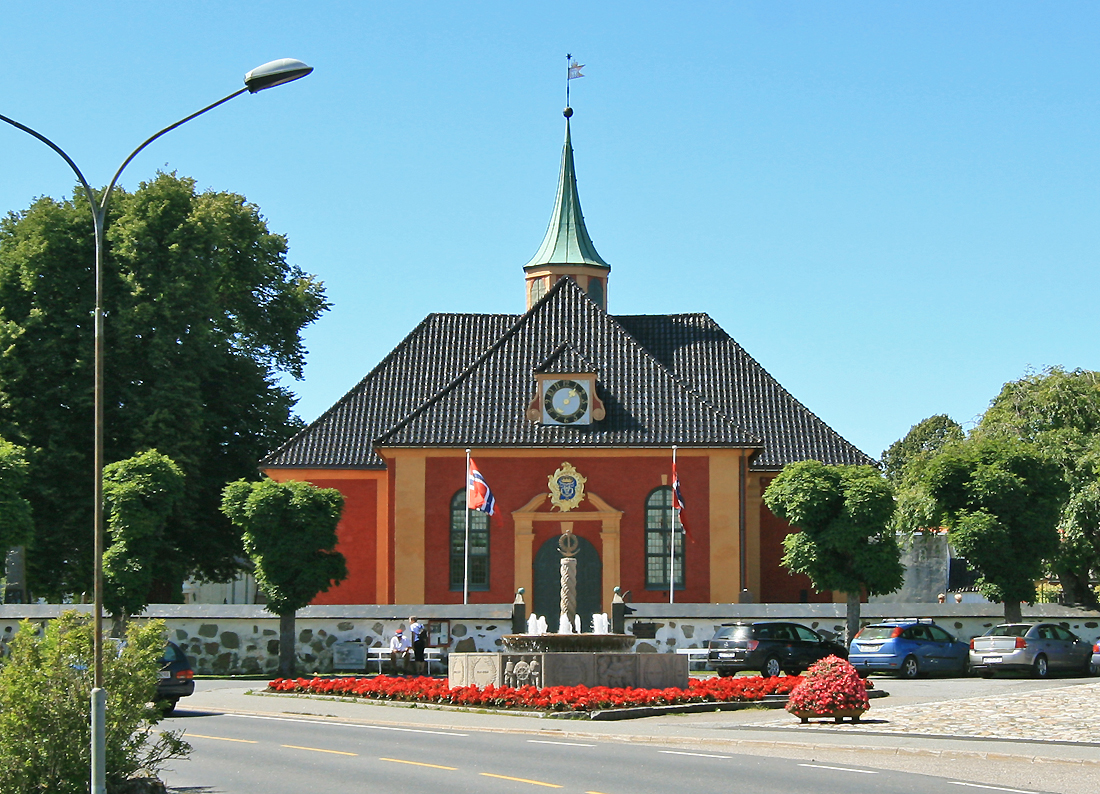
Кірха в Ставерні
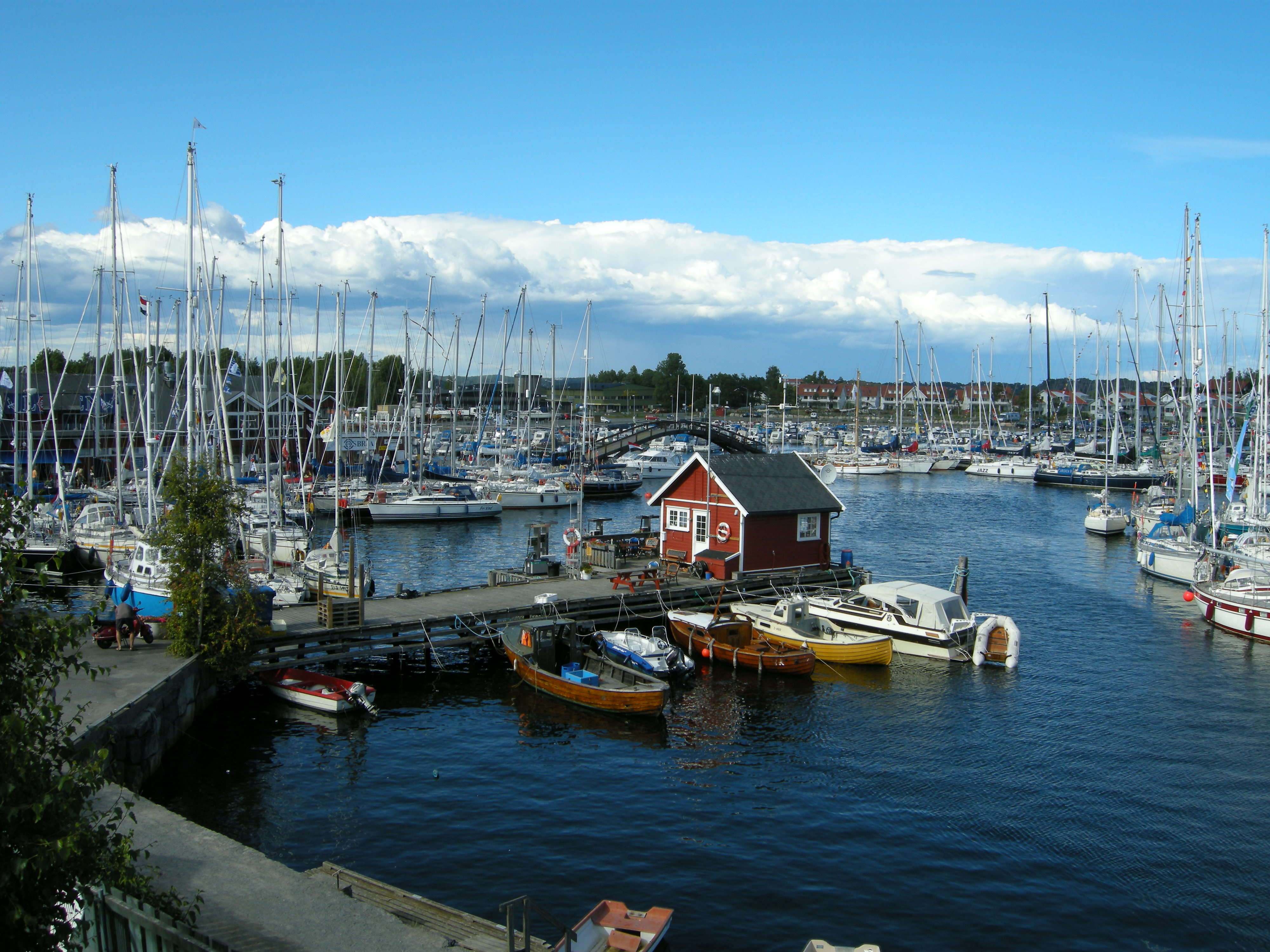
Міська гавань влітку
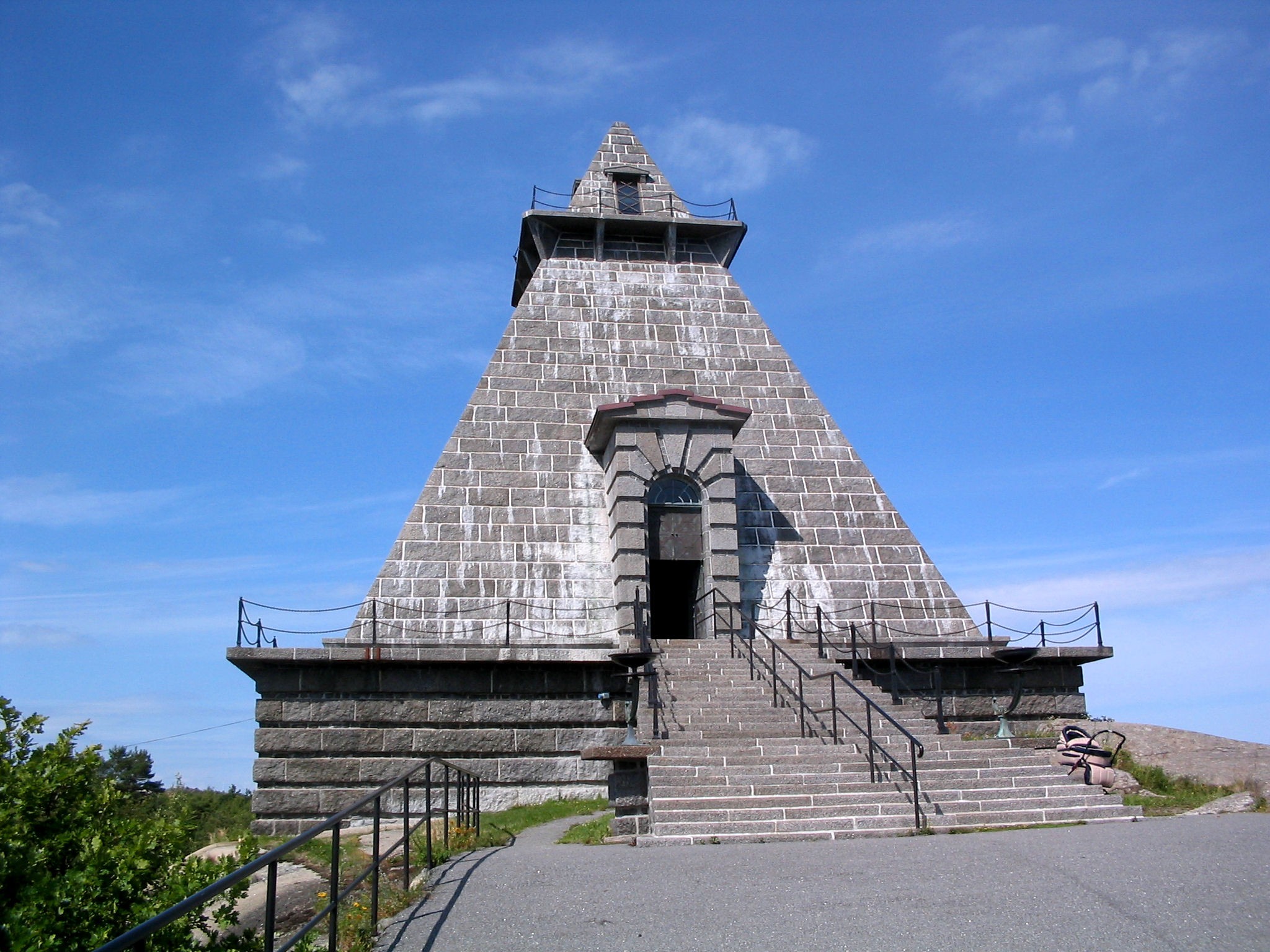
Меморіальний зал присвячений морякам, що загинули під час Першої Світової
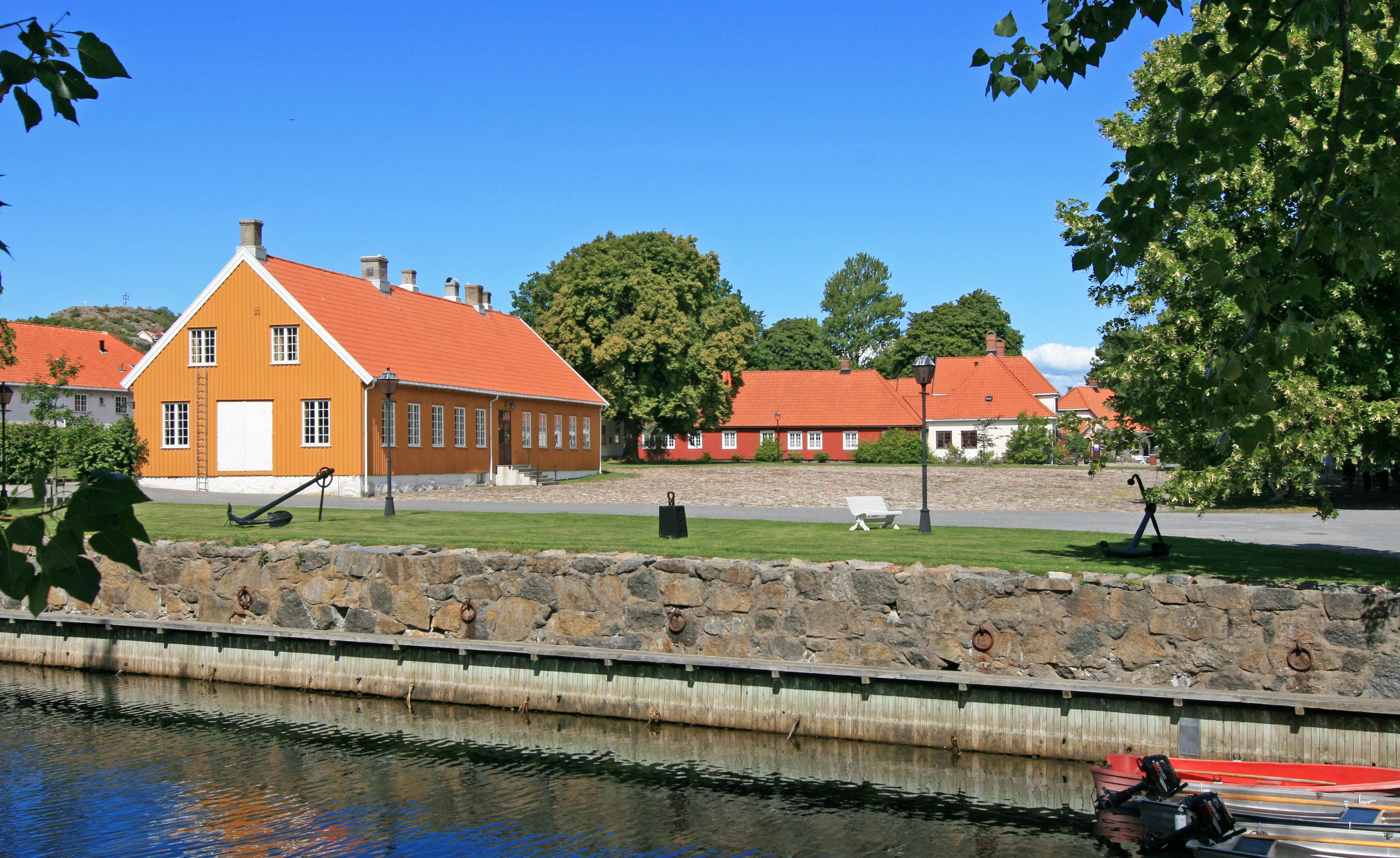
Колишня база військово-морських сил Норвегії